# Président de la république de Slovénie
Le président de la république de Slovénie (en slovène : Predsednik Republike Slovenije) est le chef de l'État slovène.
La fonction a été créée le 23 décembre 1991 lorsque l’Assemblée nationale a adopté la nouvelle constitution à la suite de l’indépendance de la Yougoslavie. 

## Système électoral
Le président de la république de Slovénie est élu au suffrage universel direct, au scrutin uninominal majoritaire à deux tours, pour un mandat de cinq ans renouvelable une seule fois de manière consécutive.

### Conditions d'éligibilité
Pour pouvoir se présenter, un candidat doit avoir la citoyenneté slovène et obtenir le soutien de 5 000 électeurs ou de dix députés, ou encore le soutien d'un parti cumulé à celui de 3 000 électeurs ou trois députés. Dans ce dernier cas, chaque parti ne peut soutenir qu'un seul candidat à la fois.

### Incompatibilité
L'article 105 de la Constitution dispose que « la fonction de président de la République est incompatible avec l'exercice d'une autre fonction publique ou d'une autre profession ».

### Prestation de serment
Le président doit prêter serment devant l'Assemblée nationale avant d'entrer en fonction :

« Prisegam, da bom spoštoval(a) ustavni red, da bom ravnal(a) po svoji vesti in z vsemi svojimi močmi deloval(a) za blaginjo Slovenije. »

— Article 105 de la Constitution

« Je jure de respecter l'ordre constitutionnel, d'agir en mon âme et conscience et d’œuvrer de toutes mes forces pour le bien-être de la Slovénie. »

— Article 105 de la Constitution

## Compétences

Étendard du président de la Slovénie.

L'article 107 dispose que le président « fixe la date des élections à l'Assemblée nationale ; promulgue les lois ; nomme les fonctionnaires d'État lorsque la loi l'exige ; désigne et rappelle les ambassadeurs et les envoyés de la République et reçoit les lettres de créance des représentants diplomatiques étrangers ; publie les actes de ratification ; décide des grâces ; attribue les distinctions et les titres honorifiques ; [et] accomplit d'autres missions définies par la présente Constitution ».
Si le mandat se termine en période de guerre ou d'état de siège, il est prolongé et expire six mois après la fin de la période de guerre ou de l'état de siège.

## Statut
L'Assemblée nationale peut mettre le président en accusation devant la Cour constitutionnelle pour violation de la Constitution ou en cas de violation grave de la loi. Cette dernière décide seule de l'accusation et peut le relaxer. Elle peut le destituer à la majorité des 2⁄3. Elle peut aussi temporairement le suspendre de ses fonctions.

## Succession
L'article 106 dispose que « dans le cas d'un empêchement durable, de décès, de démission ou autre interruption de la fonction de président, jusqu'à l'élection d'un nouveau président, la fonction de président de la République est exercée provisoirement par le président de l'Assemblée nationale. Dans ce cas, la date de l'élection d'un nouveau président de la République doit être fixée au plus tard dans les quinze jours qui suivent l'interruption de la fonction du président précédent ».

## Sources

## Compléments